# Gredelj (ozvezdje)
Gredelj (latinsko Carina) je ozvezdje na južnem nebu. Latinsko ime pomeni kobilico na ladji ali jadrnici. Nekoč je bil Gredelj del ozvezdja Argo Navis (ladja Argo), dokler ga niso razdelili na tri dele: Gredelj, Krma (ladje) in Jadro.

## Zgodovina in mitologija
Gredelj je bil nekoč del ozvezdja Argo Navis, velike ladje Jazona in Argonavtov, ki so iskali zlato runo. Prvič se pojavi že v antični Grčiji. Zaradi ogromne velikosti in velikega števila zvezd je bilo ozvezdje smotrno razdeliti na manjše dele. Nicolas-Louis de Lacaille da je leta 1763 razdelil na tri dele (Gredelj, Krmo in Jadro). V 19. stoletju so se uveljavili, leta 1930 pa jih je priznala tudi Mednarodna astronomska zveza kot tri izmed 88 sodobnih ozvezdij. Lacaille je ohranil en set grških črk za celoten Argo, tako so v gredlju zvezde α, β in ε, v Jadru γ in δ, v Krmi pa ζ, in tako naprej.

## Pomembnejše lastnosti

### Zvezde
Zvezde z navideznim sijem nad 3 so:
- Kanop (po mitološkem navigatorju Kanopu) - α Gredlja (spremenljivka za 0,1 z navideznim sijem okoli -0,72, 313 svetlobnih let, bela nadorjakinja razreda F0Ib)
- β Gredlja, tudi Miaplacidus (navidezni sij 1,7, 111 svetlobnih let, modra zvezda razreda A2IV)
- ε Gredlja (navidezni sij 1,9, 630 svetlobnih let, oranžna orjakinja K3III + B2V)
- θ Gredlja (navidezni sij 2,7, 440 svetlobnih let, modro-bela zvezda razreda B0Vp,; najpomembnejša članica kopice IC 2602)
- ι Gredlja (navidezni sij 2,2, 690 svetlobnih let, bela nadorjakinja razreda A8Ib)[2]
- υ Gredlja (dvojna zvezda, navidezni sij 3,0, 1.600 svetlobnih let, dve modro-beli orjakinji razreda A9; loči ju majhen amaterski teleskop)[2]

η Gredlja je najbolj prepoznavna spremenljiva zvezda v Gredlju; je približno 100-krat težja od Sonca (ena najtežjih znanih zvezd) in seva 4.000.000-krat več energije. Prvi jo je kot nenavadno opisal Edmond Halley, ko je leta 1677 njen navidezni sij narasel na 4. V zadnjih dvesto letih je doživela nekaj večjih izbruhov, ki se imenujejo tudi "lažne supernove" (supernove tipa V), saj ne uničijo izvorne zvezde. Ob prvem dolgem izbruhu leta 1827 je dosegla navidezni sij 1 in nato 1,5 v letu 1828. Njen najbolj znan izbruh je iz leta 1843, ko je dosegla navidezni sij okoli -1,5, kar jo je postavilo ob bok Siriju, navidez najsvetlejši zvezdi zunaj Osončja. Od tega leta je ostala zelo medla z navideznim sijem med 6,5 in 7,9, kar ni vidno s prostim očesom. Leta 1998 je z manjšim izbruhom dosegla sij 5,0 in so leta 2014 nadaljevala z vzponom do 4,5.
V Gredlju se nahajata dva asterizma. Eno je znano kot "Diamantni križ", ki je večji, a medlejši od Južnega križa. Iz perspektive opazovalca na južni polobli je križ obrnjen navzdol, daljša stranica pa je skoraj vzporedna z daljšo stranico Južnega križa. Drugi asterizem je "Lažni križ", ki se ga pogosto zamenja za drugi asterizem, "Južni križ" v ozvezdju Južnega križa. Lažni križ sestoji iz Jote Gredlja, Epsilona Gredlja, Kape Jadra in Delte Jadra.

### Globoko v vesolju
- NGC 3372 (tudi meglica Gredlelj)[6] vsebuje veliko meglic. Oddaljena je 8.000 svetlobnih let, široka pa 300 svetlobnih let. Vsebuje široke regije tvorbe novih zvezd.[7] To je celotno magnitudo 8,0[5] in navidezni premer več kot 2 stopinji.[2] Osrednja regija je meglica Ključavnica, poleg nje pa je še planetarna meglica Homunculus (iz snovi, ki jo izmeče Eta Gredlaj) .[7]
- Odprte zvezdne kopice so pogoste, saj poteka skozi Gredelj Rimska cesta; NGC 2516, NGC 3114, IC 2602, ki se imenuje tudi "južne Plejade", NGC 3532
- NGC 2808 je kroglasta zvezdna kopica, vidna s prostim očesom
- 1E 0657-56 se imenuje tudi kopica Metek, saj spominja njegova oblika na udarni val nadzvočnega metka. Oblika je posledica gravitacijske interakcije odmikanja manjše kopice skozi večjo, a se bosta na koncu zlili. Oddaljena je 4 milijarde svetlobnih let.

### Meteorski roji
Znotraj ozvezdja ležita radianta Eta Karinidov z vrhuncem okoli 21. januarja in Alfa Karinidov z vrhuncem okoli 19. januarja.

## Ustrezniki
Iz Kitajske (zlasti severne Kitajska) so zvezde v Gredlju slabo vidne. Alfa Gredlja (v kitajski astronomiji južna polarna zvezda) spada v asterizem Južna cinoberna prica (南方朱雀, Nán Fāng Zhū Què). Ostale zvezde je astronom Xu Guanggi v časi dinastije Ming razvrstil glede na zahodnjaške zvezdne karte v Južne asterizme (近南極星區, Jìnnánjíxīngōu).
Polinezijska ljudstva niso imela imena za ozvezdje, ampak samo za Kanop. Maori ga imenujejo Ariki ("visokorojeni"), Havajci pa Ke Alii-o-kona-i-ka-lewa ("poglavar južnih prostranosti"), kar kaže na njegovo pomembnost na južnem nebu. Maorski Atutahi ("prva svetkoba") in Tuamotski Te Tau-rari in Marere-te-tavahi ("on, ki stoji sam") pa na njegovo samotarsko naravo. Ime Kapae-poto ("kratko obzorje") je nastalo, ker iz gledišča Nove Zelandije nikoli ne zaide, Kauanga ("samoten") pa ker je zadnja zvezda, ki se vidi pred sončnim vzhodom

## Prihodnost
Carina se nahaja na južnem nebu blizu južnega nebesnega tečaja, zaradi česar je za večino južne poloble vedno viden na nebu. Zaradi precesije Zemljine osi bo leta 4700 južni nebesni pol v ozvezdju Gredlja. Tri svetle zvezde v Gredlju bodo manj kot stopnjo oddaljene od nebesnega pola: Omega Gredlja (navidezni sij 3,29) leta 5600, Ipsilon Gredlja (navidezni sij 2,97) leta 6700 in Jota Gredlja (navidezni sij 2,21) leta 7900. Okoli leta 13860 bo svetli Kanop (navidezni sij -0.7) manj kot osem stopinj od nebesnega pola, zaradi česar bo vedno na nebu celo na Baliju.